# Maxime Janvier
Maxime Janvier (Creil, 18 d'octubre de 1996) és un tennista francès.
Ha desenvolupat la seva carrera bàsicament en el circuit ATP Challenger Tour, on ha guanyat un títol individual.